# Balneário Paraíso das Águas
Balneário Paraíso das Águas é um balneário situado na cidade de Naviraí, Mato Grosso do Sul. Situado no bairro Jardim Paraíso e próximo á BR-163, foi inaugurado em 11 de novembro de 2011, sendo a maior área de lazer de Naviraí. O local é um dos principais cartões postais da cidade.

## Generalidades
Estruturalmente possui banheiros (masculinos e femininos), churrasqueiras e academia ao ar livre. Há também uma área para prática de esporte contendo quadra de vôlei de areia e campo de futebol. O balneário conta também com um lago para banho de 4 hectares (com espaços separados para adulto e crianças) e possui uma pista de caminhada (asfaltada) no entorno do lago com percurso de aproximadamente 1.400 metros.
O balneário conta ainda com obras de ornamentação. Entre eles tuiuiús (sendo três de 6 metros de altura), jacarés, capivaras e araras. No acesso ao balneário também há um monumento de 7 metros de altura de nome ”Monumento ao Trabalhador”, simbolizado por uma a estátua de um homem com um machado na mão, que fica no Jardim Paraíso.